# Österreich-Rundfahrt 2019

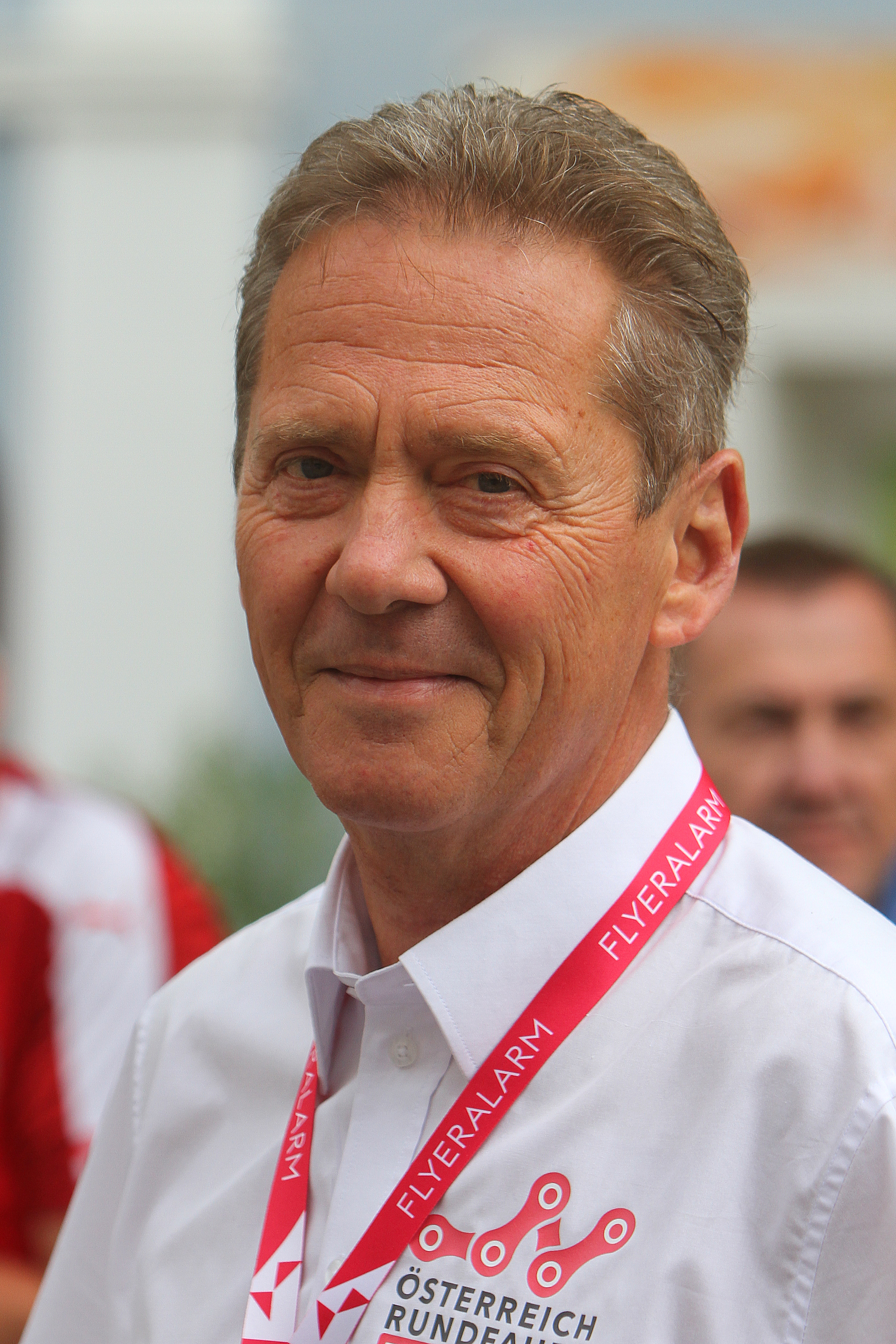
Tourdirektor Franz Steinberger stellte auch 2019 die Österreich-Rundfahrt zusammen.

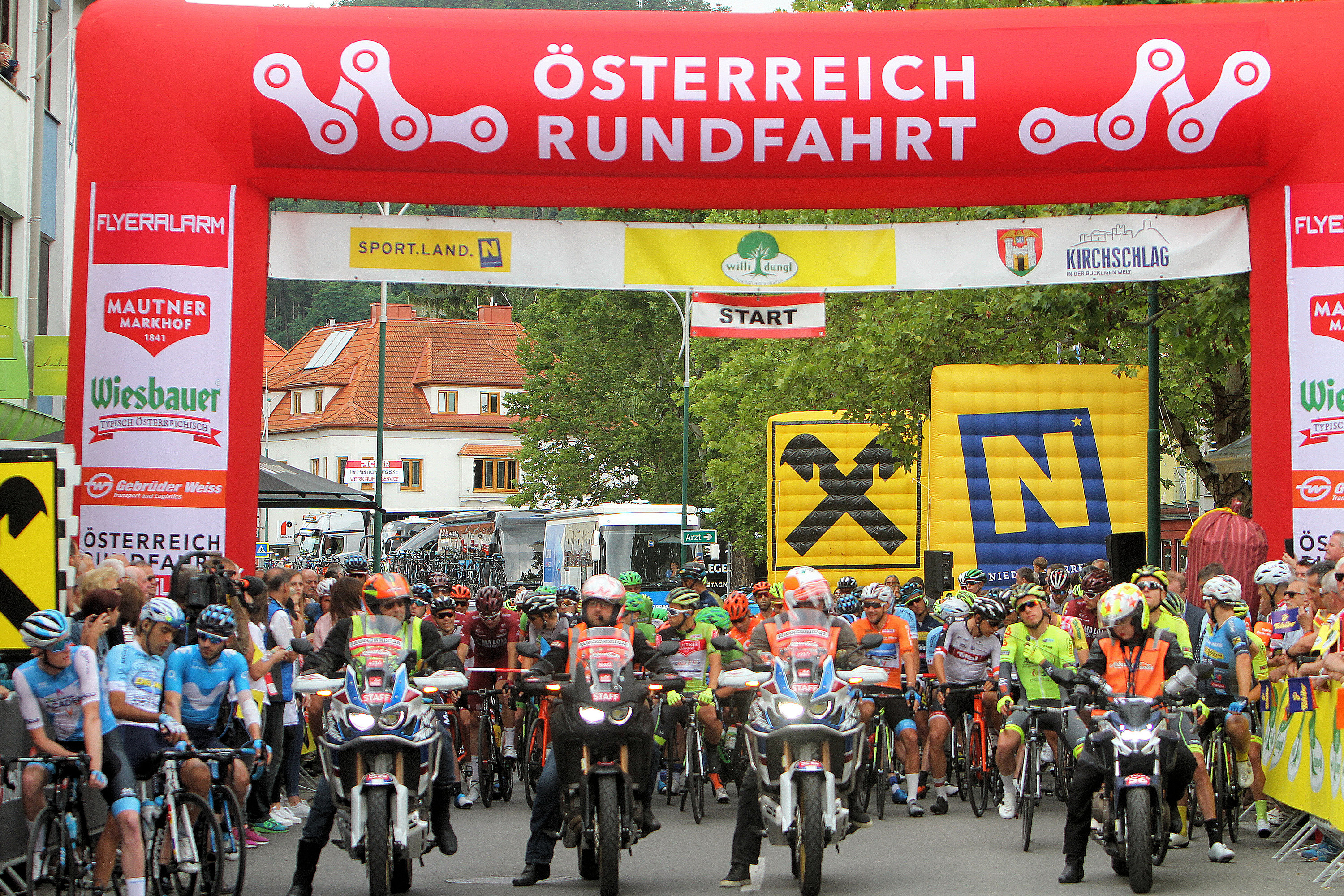
Start zur 3. Etappe in Kirchschlag in der Buckligen Welt

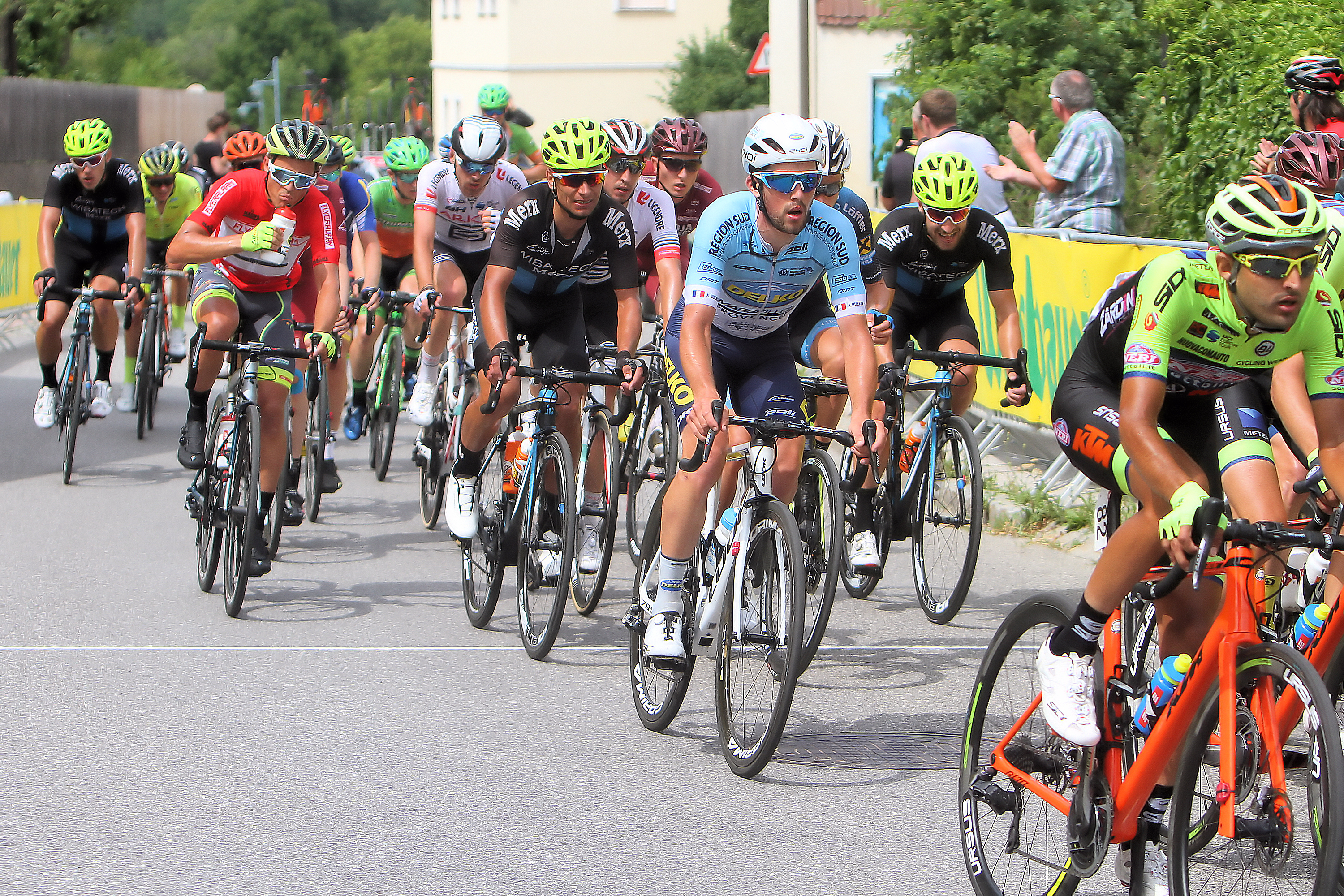
Das Hauptfeld bei der Durchfahrt in Dreistetten.

Die 71. Österreich-Rundfahrt 2019 war ein österreichisches Straßenradrennen. Das Etappenrennen fand vom 6. bis zum 12. Juli statt und gehörte zur UCI Europe Tour 2019 in der Kategorie 2.1.
Die Tour führte in sechs Etappen über 876,5 Kilometer von Wels auf das Kitzbüheler Horn. Dabei waren 16.322 Höhenmeter zu überwinden. Insgesamt nahmen 18 Teams mit 122 Fahrern an der Rundfahrt teil.
Titelverteidiger Ben Hermans (Israel Cycling Academy) gewann die Gesamtwertung, nachdem er durch seinen Etappensieg auf der Bergankunft der vierten Etappe das Rote Trikot des Gesamtführenden übernahm. Zweiter wurde Eduardo Sepúlveda (Movistar Team) mit 20 Sekunden Rückstand vor Stefan de Bod mit 38 Sekunden Rückstand, dessen Team Dimension Data die Mannschaftswertung gewann.
Die Punktewertung gewann Jonas Koch (CCC Team). Bergwertungssieger wurde Georg Zimmermann (Tirol Cycling Team). Als bester Nachwuchsfahrer wurde Wadim Pronski (Vino-Astana Motors), als bester Österreicher wurde Riccardo Zoidl vom CCC Team geehrt.

## Etappenübersicht
| Etappe | Datum    | von – nach                                      | Länge in Kilometer | Höhen- meter | Etappensieger     | Gesamtführender |
| ------ | -------- | ----------------------------------------------- | ------------------ | ------------ | ----------------- | --------------- |
| Prolog | 06. Juli | Wels – Wels                                     | 002,5              | 000005       | Jannik Steimle    | Jannik Steimle  |
| 1.     | 07. Juli | Grieskirchen – Freistadt                        | 138,8              | 02.147       | Carlos Barbero    | Emīls Liepiņš   |
| 2.     | 08. Juli | Zwettl – Wiener Neustadt                        | 176,9              | 02.291       | Tom Devriendt     | Jannik Steimle  |
| 3.     | 09. Juli | Kirchschlag in der Buckligen Welt – Frohnleiten | 176,2              | 03.752       | Giovanni Visconti | Jonas Koch      |
| 4.     | 10. Juli | Radstadt – Fuscher Törl                         | 103,5              | 03.293       | Ben Hermans       | Ben Hermans     |
| 5.     | 11. Juli | Bruck an der Großglocknerstraße – Kitzbühel     | 161,9              | 02.619       | Jannik Steimle    | Ben Hermans     |
| 6.     | 12. Juli | Kitzbühel – Kitzbüheler Horn                    | 116,7              | 02.215       | Alexander Wlassow | Ben Hermans     |
| Gesamt | Gesamt   | Gesamt                                          | 876,5              | 16.322       |                   |                 |

## Teilnehmende Mannschaften
| UCI WorldTeam (3)                                | UCI Professional Continental Team (7) | UCI Continental Team(8) |
| ------------------------------------------------ | --- | --- |
| - CCC Team - Movistar Team - Team Dimension Data | - Wanty-Groupe Gobert - Team Arkéa-Samsic - Wallonie-Bruxelles - Delko Marseille Provence KTM - Gazprom-RusVelo - Israel Cycling Academy - Neri Sottoli Selle Italia KTM | - Union Cycling-Team Niederösterreich - Hrinkow Advarics Cycleang - Wibatech Merx 7R - Team Felbermayr Simplon Wels - Team Vorarlberg Santic - Tirol Cycling Team - Maloja Pushbikers - Vino-Astana Motors |

## Teilnehmer, Startnummern und Ergebnisse
Quellen
| (ICA) Israel Cycling Academy        | (ICA) Israel Cycling Academy        | (ICA) Israel Cycling Academy        | (ICA) Israel Cycling Academy        |     | (MOV) Movistar Team             | (MOV) Movistar Team             | (MOV) Movistar Team             | (MOV) Movistar Team             |                             | (CCC) CCC Team               | (CCC) CCC Team               | (CCC) CCC Team               | (CCC) CCC Team               |                        | (TDD) Team Dimension Data                 | (TDD) Team Dimension Data                 | (TDD) Team Dimension Data                 | (TDD) Team Dimension Data                 |
| Nr.                                 | Fahrer                              | Nation                              | Rang                                | Nr. | Fahrer                          | Nation                          | Rang                            | Nr.                             | Fahrer                      | Nation                       | Rang                         | Nr.                          | Fahrer                       | Nation                 | Rang                                      |                                           |                                           |                                           |
| ----------------------------------- | ----------------------------------- | ----------------------------------- | ----------------------------------- | --- | ------------------------------- | ------------------------------- | ------------------------------- | ------------------------------- | --------------------------- | ---------------------------- | ---------------------------- | ---------------------------- | ---------------------------- | ---------------------- | ----------------------------------------- | ----------------------------------------- | ----------------------------------------- | ----------------------------------------- |
| 001                                 | Ben Hermans                         | Belgien                             | 001.                                | 011 | Carlos Barbero                  | Spanien                         | DNS/6                           | 021                             | Riccardo Zoidl              | Osterreich                   | 007.                         | 031                          | Scott Davies                 | Vereinigtes Konigreich | 077.                                      |                                           |                                           |                                           |
| 002                                 | Matthias Brändle                    | Osterreich                          | DNF/1                               | 012 | Carlos Alberto Betancur Gómez   | Kolumbien                       | 029.                            | 022                             | Josef Černý                 | Tschechien                   | 072.                         | 032                          | Stefan De Bod *              | Sudafrika              | 003.                                      |                                           |                                           |                                           |
| 003                                 | Awet Andemeskel                     | Eritrea                             | 043.                                | 013 | Jaime Caastrillo                | Spanien                         | 096.                            | 023                             | Victor De La Parte Gonzalez | Spanien                      | 010.                         | 033                          | Nicholas Dlamini             | Sudafrika              | 058.                                      |                                           |                                           |                                           |
| 004                                 | Matteo Badilatti                    | Schweiz                             | 087.                                | 014 | Rubén Fernández Andújar         | Spanien                         | 028.                            | 024                             | Jonas Koch                  | Deutschland                  | 050.                         | 034                          | Enrico Gasparotto            | Italien                | 053.                                      |                                           |                                           |                                           |
| 005                                 | Zakkari Dempster                    | Australien                          | 082.                                | 015 | Winner Andrew Anacona Gómez     | Kolumbien                       | 004.                            | 025                             | Łukasz Owsian               | Polen                        | 020.                         | 035                          | Amanuel Ghebreigzihier       | Eritrea                | 008.                                      |                                           |                                           |                                           |
| 006                                 | August Jensen                       | Norwegen                            | 054.                                | 016 | Eduardo Sepúlveda               | Argentinien                     | 002.                            | 026                             | Laurens Jan Ten Dam         | Niederlande                  | DNF/5                        | 036                          | Ben O’Connor                 | Australien             | 006.                                      |                                           |                                           |                                           |
| 007                                 | Daniel Turek                        | Tschechien                          | 057.                                | 017 | Rafael Valls                    | Spanien                         | 037.                            | 027                             | William Elliot Barta        | Vereinigte Staaten           | 083.                         | 037                          | Tom-Jelte Slagter            | Niederlande            | 046.                                      |                                           |                                           |                                           |
| (WGG) Wanty-Groupe Gobert           | (WGG) Wanty-Groupe Gobert           | (WGG) Wanty-Groupe Gobert           | (WGG) Wanty-Groupe Gobert           |     | (WVA) Wallonie-Bruxelles        | (WVA) Wallonie-Bruxelles        | (WVA) Wallonie-Bruxelles        | (WVA) Wallonie-Bruxelles        |                             | (PCB) Team Arkéa-Samsic      | (PCB) Team Arkéa-Samsic      | (PCB) Team Arkéa-Samsic      | (PCB) Team Arkéa-Samsic      |                        | (DMP) Delko Marseille Provence KTM        | (DMP) Delko Marseille Provence KTM        | (DMP) Delko Marseille Provence KTM        | (DMP) Delko Marseille Provence KTM        |
| Nr.                                 | Fahrer                              | Nation                              | Rang                                | Nr. | Fahrer                          | Nation                          | Rang                            | Nr.                             | Fahrer                      | Nation                       | Rang                         | Nr.                          | Fahrer                       | Nation                 | Rang                                      |                                           |                                           |                                           |
| 041                                 | Bart De Clercq                      | Belgien                             | DNF/1                               | 051 | Emīls Liepiņš                   | Lettland                        | DNF/4                           | 061                             | Franck Bonnamour            | Frankreich                   | 025.                         | 071                          | Romain Combaud               | Frankreich             | 032.                                      |                                           |                                           |                                           |
| 042                                 | Thomas Degand                       | Belgien                             | 018.                                | 052 | Eliot Lietaer                   | Belgien                         | 012.                            | 062                             | Brice Feillu                | Frankreich                   | DNS/P                        | 072                          | Lucas De Rossi               | Frankreich             | 035.                                      |                                           |                                           |                                           |
| 043                                 | –                                   | –                                   | –                                   | 053 | Kenny Molly *                   | Belgien                         | 069.                            | 063                             | Thibault Guernalec *        | Frankreich                   | 064.                         | 073                          | Alessandro Fedeli            | Italien                | 052.                                      |                                           |                                           |                                           |
| 044                                 | Tom Devriendt                       | Belgien                             | DNS/6                               | 054 | Mathijs Paasschens              | Niederlande                     | 086.                            | 064                             | Romain Hardy                | Frankreich                   | 061.                         | 074                          | Delio Fernandez Cruz         | Spanien                | 014.                                      |                                           |                                           |                                           |
| 045                                 | Marco Minnard                       | Niederlande                         | 027.                                | 055 | Dimitri Peyskens                | Belgien                         | 038.                            | 065                             | Brice Feillu                | Frankreich                   | 022.                         | 075                          | Alexis Guérin                | Frankreich             | 063.                                      |                                           |                                           |                                           |
| 046                                 | Pieter Vanspeybrouck                | Belgien                             | 074.                                | 056 | Lukas Spengler                  | Schweiz                         | 100.                            | 066                             | Laurent Pichon              | Frankreich                   | 045.                         | 076                          | Przemyslaw Kasperkiewics     | Polen                  | DNF/2                                     |                                           |                                           |                                           |
| 047                                 | Loïc Vliegen                        | Belgien                             | 026.                                | 057 | Tom Wirtgen                     | Luxemburg                       | 068.                            | 067                             | Connor Swift                | Vereinigtes Konigreich       | 047.                         | 077                          | Javier Moreno Bazan          | Spanien                | 023.                                      |                                           |                                           |                                           |
| (NSK) Neri Sottoli Selle Italia KTM | (NSK) Neri Sottoli Selle Italia KTM | (NSK) Neri Sottoli Selle Italia KTM | (NSK) Neri Sottoli Selle Italia KTM |     | (GAZ) Gazprom-RusVelo           | (GAZ) Gazprom-RusVelo           | (GAZ) Gazprom-RusVelo           | (GAZ) Gazprom-RusVelo           |                             | (VOL) Team Vorarlberg Santic | (VOL) Team Vorarlberg Santic | (VOL) Team Vorarlberg Santic | (VOL) Team Vorarlberg Santic |                        | (TIR) Tirol Cycling Team                  | (TIR) Tirol Cycling Team                  | (TIR) Tirol Cycling Team                  | (TIR) Tirol Cycling Team                  |
| Nr.                                 | Fahrer                              | Nation                              | Rang                                | Nr. | Fahrer                          | Nation                          | Rang                            | Nr.                             | Fahrer                      | Nation                       | Rang                         | Nr.                          | Fahrer                       | Nation                 | Rang                                      |                                           |                                           |                                           |
| 81                                  | Sebastian Schönberger               | Osterreich                          | 031.                                | 91  | Nikolai Tscherkassow *          | Russland                        | 030.                            | 101                             | José Manuel Díaz            | Spanien                      | 011.                         | 111                          | Omar El Gouzi *              | Italien                | 039.                                      |                                           |                                           |                                           |
| 82                                  | Roberto González                    | Panama                              | 084.                                | 92  | Wladislaw Kulikow *             | Russland                        | 060.                            | 102                             | Daniel Geismayr             | Osterreich                   | 019.                         | 112                          | Felix Engelhardt *           | Deutschland            | 080.                                      |                                           |                                           |                                           |
| 83                                  | Dayer Quintana                      | Kolumbien                           | 017.                                | 93  | Igor Bojew                      | Russland                        | 094.                            | 103                             | Gordian Banzer              | Schweiz                      | 042.                         | 113                          | Florian Gamper *             | Osterreich             | 097                                       |                                           |                                           |                                           |
| 84                                  | Etienne van Empel                   | Niederlande                         | 093.                                | 94  | Iwan Rowny                      | Russland                        | 041.                            | 104                             | Collin Criss Stüssi         | Schweiz                      | 024.                         | 114                          | Mario Gamper *               | Osterreich             | 075.                                      |                                           |                                           |                                           |
| 85                                  | Manuel Bongiorno                    | Italien                             | 073.                                | 95  | Alexei Rybalkin                 | Russland                        | 016.                            | 105                             | Patrick Schelling           | Schweiz                      | 009.                         | 115                          | Patrick Gamper *             | Osterreich             | 062.                                      |                                           |                                           |                                           |
| 86                                  | Giovanni Visconti                   | Italien                             | DNS/6                               | 96  | Jewgeni Schalunow               | Russland                        | 071.                            | 106                             | Jannik Steimle              | Deutschland                  | 067.                         | 116                          | Samuele Rivi *               | Italien                | 066.                                      |                                           |                                           |                                           |
| 87                                  | Edoardo Zardini                     | Italien                             | 021.                                | 97  | Alexander Wlassow               | Russland                        | 005.                            | 107                             | Roland Thalmann             | Schweiz                      | DNS/3                        | 117                          | Georg Zimmermann *           | Deutschland            | 055.                                      |                                           |                                           |                                           |
| (RSW) Team Felbermayr Simplon Wels  | (RSW) Team Felbermayr Simplon Wels  | (RSW) Team Felbermayr Simplon Wels  | (RSW) Team Felbermayr Simplon Wels  |     | (HAC) Hrinkow Advarics Cycleang | (HAC) Hrinkow Advarics Cycleang | (HAC) Hrinkow Advarics Cycleang | (HAC) Hrinkow Advarics Cycleang |                             | (MPB) Maloja Pushbikers      | (MPB) Maloja Pushbikers      | (MPB) Maloja Pushbikers      | (MPB) Maloja Pushbikers      |                        | (CNT) Union Cycling-Team Niederösterreich | (CNT) Union Cycling-Team Niederösterreich | (CNT) Union Cycling-Team Niederösterreich | (CNT) Union Cycling-Team Niederösterreich |
| Nr.                                 | Fahrer                              | Nation                              | Rang                                | Nr. | Fahrer                          | Nation                          | Rang                            | Nr.                             | Fahrer                      | Nation                       | Rang                         | Nr.                          | Fahrer                       | Nation                 | Rang                                      |                                           |                                           |                                           |
| 121                                 | Andi Bajc                           | Slowenien                           | 059.                                | 131 | Daniel Eichinger                | Osterreich                      | 089.                            | 141                             | Daniel Auer                 | Osterreich                   | 085.                         | 151                          | Julian Gruber *              | Osterreich             | DNF/3                                     |                                           |                                           |                                           |
| 122                                 | Benjamin Brkic *                    | Osterreich                          | 044.                                | 132 | Timon Loderer                   | Deutschland                     | 078.                            | 142                             | Stefan Kolb *               | Osterreich                   | 095.                         | 152                          | Marvin Hammerschmid          | Osterreich             | 081.                                      |                                           |                                           |                                           |
| 123                                 | Florian Kierner                     | Osterreich                          | DNS/P                               | 133 | Andrea Graf                     | Osterreich                      | 099.                            | 143                             | Hans-Jörg Leopold           | Osterreich                   | 033.                         | 153                          | Raphael Hammerschmid         | Osterreich             | 090.                                      |                                           |                                           |                                           |
| 124                                 | Matthias Krizek                     | Osterreich                          | 056.                                | 134 | Andreas Hofer                   | Osterreich                      | 104.                            | 144                             | Felix Ritzinger *           | Osterreich                   | 101.                         | 154                          | Michael Holland *            | Osterreich             | DNF/3                                     |                                           |                                           |                                           |
| 125                                 | Daniel Lehner                       | Osterreich                          | 092.                                | 135 | Dominik Hrinkow                 | Osterreich                      | 088.                            | 145                             | Johannes Schinnagel         | Deutschland                  | 049.                         | 155                          | Stefan Mastaller             | Osterreich             | DNF/5                                     |                                           |                                           |                                           |
| 126                                 | Matthias Hangertseder               | Deutschland                         | DNS/1                               | 136 | Lukas Malgay                    | Deutschland                     | 102.                            | 146                             | Lukas Schlemmer             | Osterreich                   | 079.                         | 156                          | Luka Pajek *                 | Slowenien              | 103.                                      |                                           |                                           |                                           |
| 127                                 | Stephan Rabitsch                    | Osterreich                          | 034.                                | 137 | Jonas Rapp                      | Deutschland                     | 013.                            | 147                             | Yannik Achterberg           | Deutschland                  | 076.                         | 157                          | Thomas Umhaller              | Osterreich             | 098.                                      |                                           |                                           |                                           |
| (WIB) Wibatech Merx 7R              | (WIB) Wibatech Merx 7R              | (WIB) Wibatech Merx 7R              | (WIB) Wibatech Merx 7R              |     | (VAM) Vino-Astana Motors        | (VAM) Vino-Astana Motors        | (VAM) Vino-Astana Motors        | (VAM) Vino-Astana Motors        |                             |                              |                              |                              |                              |                        |                                           |                                           |                                           |                                           |
| Nr.                                 | Fahrer                              | Nation                              | Rang                                | Nr. | Fahrer                          | Nation                          | Rang                            |                                 |                             |                              |                              |                              |                              |                        |                                           |                                           |                                           |                                           |
| 161                                 | Marceli Bogusławski                 | Polen                               | DNF/4                               | 171 | Stepan Astafyev                 | Kasachstan                      | DNF/5                           |                                 |                             |                              |                              |                              |                              |                        |                                           |                                           |                                           |                                           |
| 162                                 | Anatolij Budjak                     | Ukraine                             | 015.                                | 172 | –                               | –                               | –                               |                                 |                             |                              |                              |                              |                              |                        |                                           |                                           |                                           |                                           |
| 163                                 | Paweł Cieślik                       | Polen                               | 048.                                | 173 | –                               | –                               | –                               |                                 |                             |                              |                              |                              |                              |                        |                                           |                                           |                                           |                                           |
| 164                                 | Michał Podlaski                     | Polen                               | 051.                                | 174 | Matvey Nikitin                  | Kasachstan                      | 070.                            |                                 |                             |                              |                              |                              |                              |                        |                                           |                                           |                                           |                                           |
| 165                                 | Marek Rutkiewicz                    | Polen                               | 040.                                | 175 | Alexandr Ovsyannikov *          | Kasachstan                      | 065.                            |                                 |                             |                              |                              |                              |                              |                        |                                           |                                           |                                           |                                           |
| 166                                 | Grzegorz Stępniak                   | Polen                               | 091.                                | 176 | Wadim Pronski *                 | Kasachstan                      | 036.                            |                                 |                             |                              |                              |                              |                              |                        |                                           |                                           |                                           |                                           |
| 167                                 | –                                   | –                                   | –                                   | 177 | Alexandr Semenov *              | Kasachstan                      | 105.                            |                                 |                             |                              |                              |                              |                              |                        |                                           |                                           |                                           |                                           |

- Anmerkung: * = U23-Fahrer / DNF… = in Etappe … ausgeschieden / DNS… = zur Etappe … nicht gestartet / P = Prolog

## Etappenergebnisse

### Prolog (Wels – Wels)

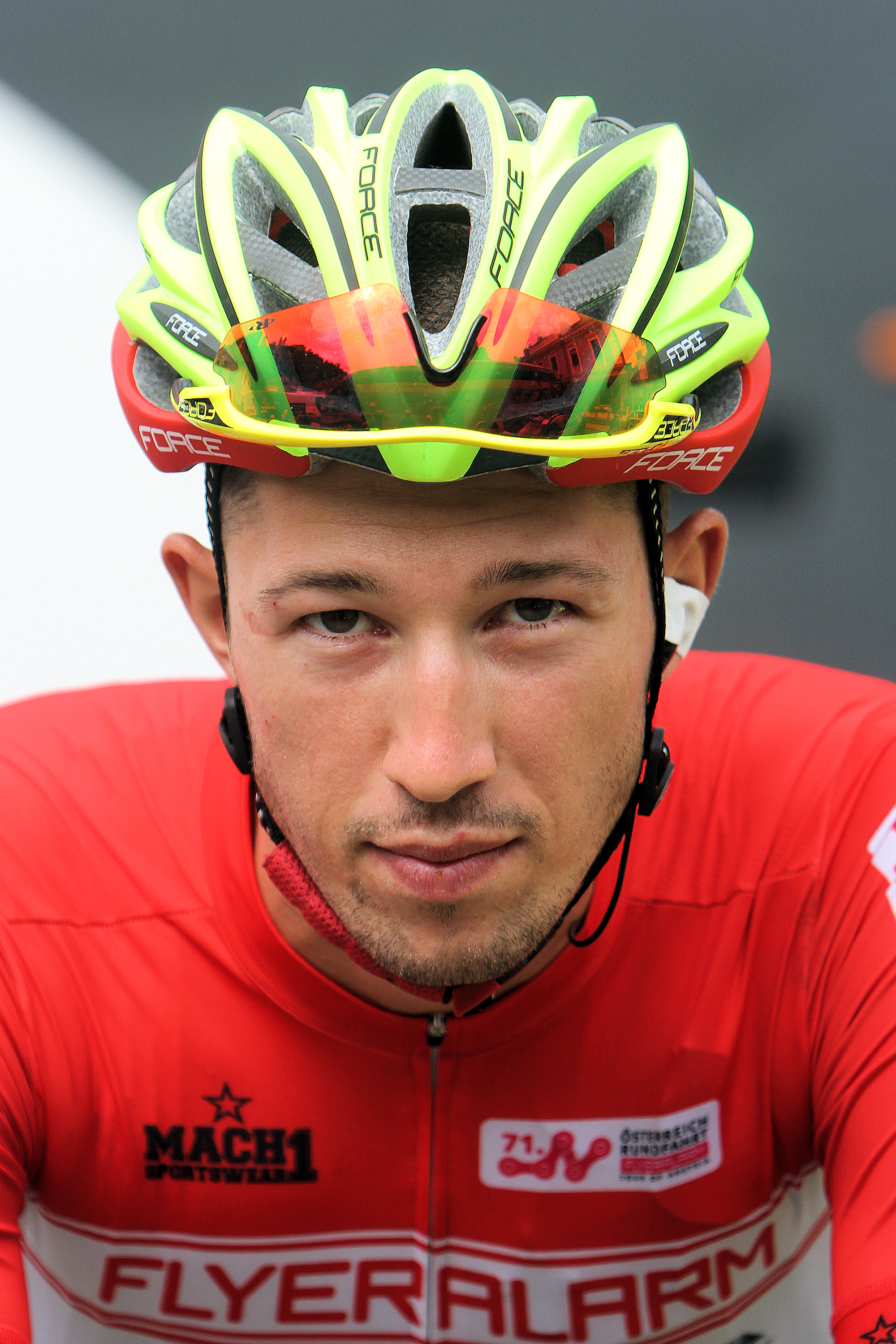
Sieger des Prologs: Jannik Steimle

| Rang | Fahrer / Nation      | Team                   | Zeit    |
| ---- | -------------------- | ---------------------- | ------- |
| 01.  | Jannik Steimle       | Team Vorarlberg Santic | 2:50.11 |
| 02.  | Matthias Brändle     | Israel Cycling Academy | 2:51.23 |
| 03.  | Pieter Vanspeybrouck | Wanty-Groupe Gobert    | 2:53.85 |
| 04.  | Tom Wirtgen          | Wallonie-Bruxelles     | 2:54.34 |
| 05.  | Emīls Liepiņš        | Wallonie-Bruxelles     | 2:54.40 |
| 06.  | Josef Černý          | Pro Cycling Team       | 2:55.03 |
| 07.  | Tom Devriendt        | Wanty-Groupe Gobert    | 2:55.99 |
| 08.  | Patrick Gamper       | Tirol Cycling Team     | 2:56.11 |
| 09.  | Łukasz Owsian        | Pro Cycling Team       | 2:56.28 |
| 10.  | Enrico Gasparotto    | Team Dimension Data    | 2:56.46 |

| Rang | Fahrer / Nation      | Team                   | Zeit |
| ---- | -------------------- | ---------------------- | ---- |
| 01.  | Jannik Steimle       | Team Vorarlberg Santic | 2:50 |
| 02.  | Matthias Brändle     | Israel Cycling Academy | +1   |
| 03.  | Pieter Vanspeybrouck | Wanty-Groupe Gobert    | +3   |
| 04.  | Tom Wirtgen          | Wallonie-Bruxelles     | +4   |
| 05.  | Emīls Liepiņš        | Wallonie-Bruxelles     | +4   |
| 06.  | Josef Černý          | Pro Cycling Team       | +5   |
| 07.  | Tom Devriendt        | Wanty-Groupe Gobert    | +5   |
| 08.  | Patrick Gamper       | Tirol Cycling Team     | +6   |
| 09.  | Łukasz Owsian        | CCC Team               | +6   |
| 10.  | Enrico Gasparotto    | Team Dimension Data    | +6   |

### 1. Etappe (Grieskirchen – Freistadt)

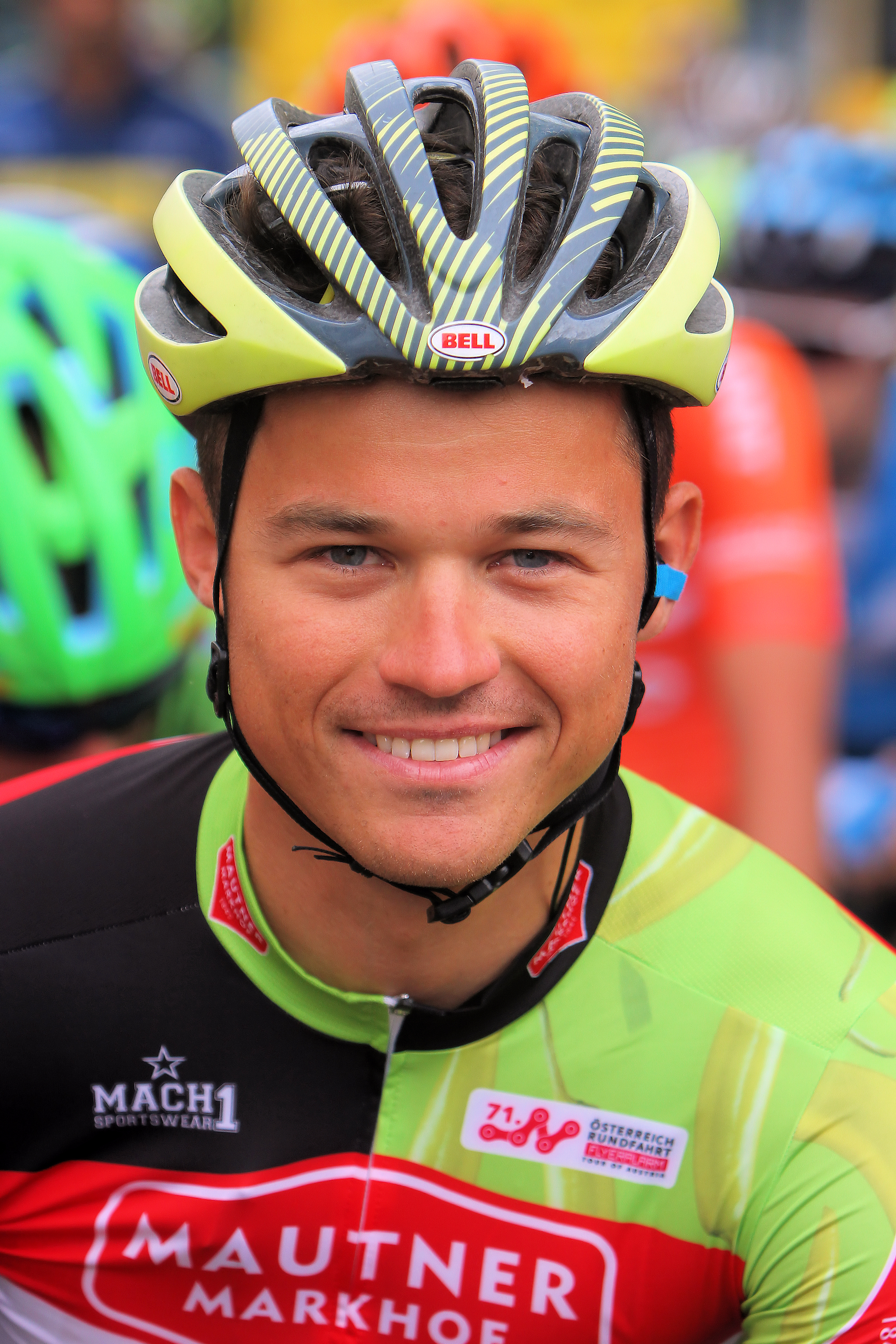
Führender nach der 1. Etappe: Emīls Liepiņš

| Rang | Fahrer / Nation      | Team                         | Zeit         |
| ---- | -------------------- | ---------------------------- | ------------ |
| 01.  | Carlos Barbero       | Movistar Team                | 3:16:00      |
| 02.  | Emīls Liepiņš        | Wallonie-Bruxelles           | gleiche Zeit |
| 03.  | Pieter Vanspeybrouck | Wanty-Groupe Gobert          | gleiche Zeit |
| 04.  | Jonas Koch           | CCC Team                     | gleiche Zeit |
| 05.  | Jannik Steimle       | Team Vorarlberg Santic       | gleiche Zeit |
| 06.  | Romain Hardy         | Team Arkéa-Samsic            | gleiche Zeit |
| 07.  | Franck Bonnamour     | Team Arkéa-Samsic            | gleiche Zeit |
| 08.  | Enrico Gasparotto    | Team Dimension Data          | gleiche Zeit |
| 09.  | Daniel Auer          | Maloja Pushbikers            | gleiche Zeit |
| 10.  | Alessandro Fedeli    | Delko Marseille Provence KTM | gleiche Zeit |

| Rang | Fahrer / Nation      | Team                   | Zeit    |
| ---- | -------------------- | ---------------------- | ------- |
| 01.  | Emīls Liepiņš        | Wallonie-Bruxelles     | 3:18:48 |
| 02.  | Pieter Vanspeybrouck | Wanty-Groupe Gobert    | +01     |
| 03.  | Jannik Steimle       | Team Vorarlberg Santic | +02     |
| 04.  | Carlos Barbero       | Movistar Team          | +04     |
| 05.  | Tom Wirtgen          | Wallonie-Bruxelles     | +06     |
| 06.  | Tom Devriendt        | Wanty-Groupe Gobert    | +07     |
| 07.  | Patrick Gamper       | Tirol Cycling Team     | +08     |
| 08.  | Łukasz Owsian        | CCC Team               | +08     |
| 09.  | Enrico Gasparotto    | Team Dimension Data    | +08     |
| 10.  | Jonas Koch           | CCC Team               | +08     |

### 2. Etappe (Zwettl – Wiener Neustadt)

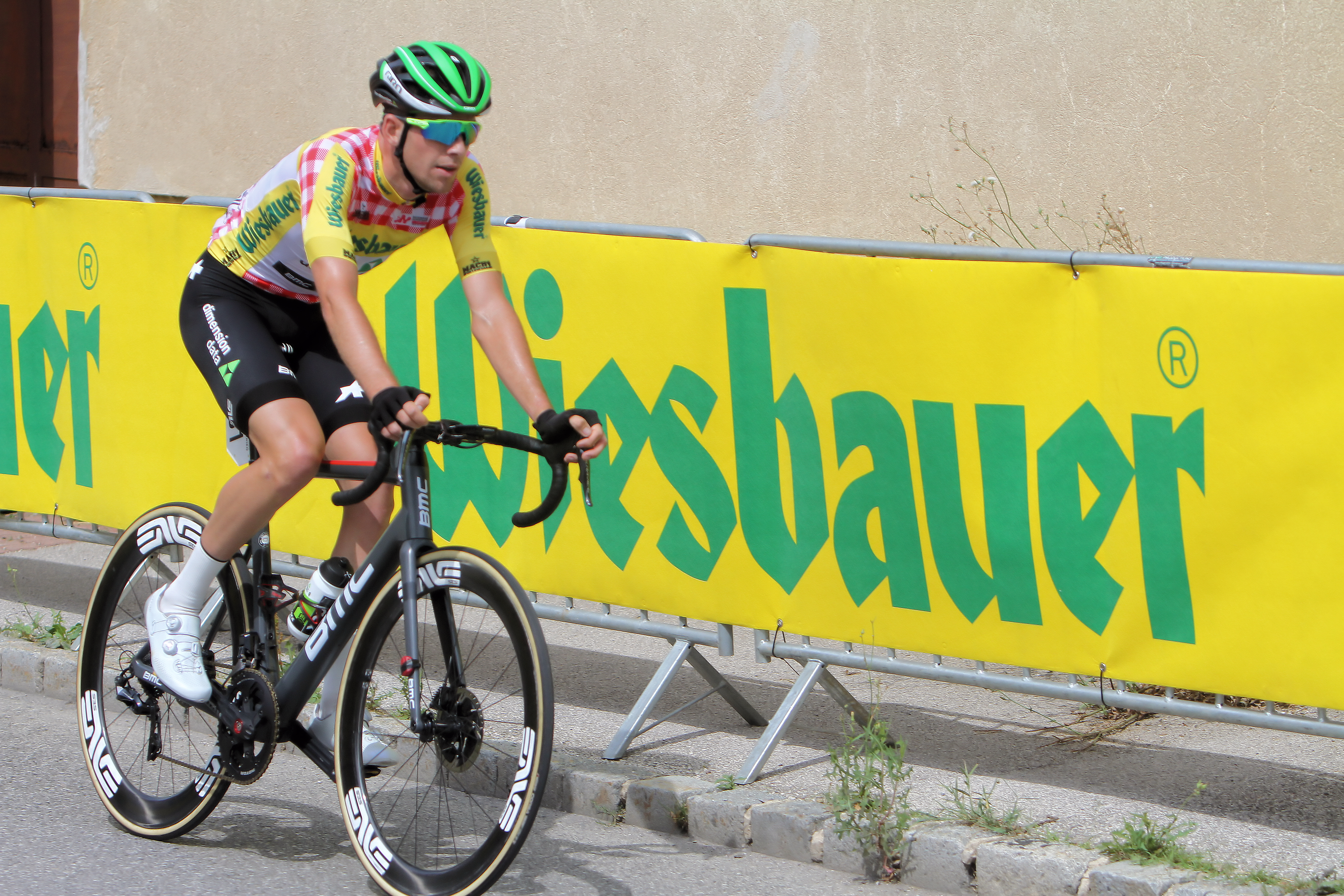
Scott Davies Sieger der Bergwertung in Dreistetten.

| Rang | Fahrer / Nation      | Team                   | Zeit         |
| ---- | -------------------- | ---------------------- | ------------ |
| 01.  | Tom Devriendt        | Wanty-Groupe Gobert    | 4:18:35      |
| 02.  | Jannik Steimle       | Team Vorarlberg Santic | gleiche Zeit |
| 03.  | Jonas Koch           | CCC Team               | gleiche Zeit |
| 04.  | Emīls Liepiņš        | Wallonie-Bruxelles     | gleiche Zeit |
| 05.  | August Jensen        | Israel Cycling Academy | gleiche Zeit |
| 06.  | Daniel Auer          | Maloja Pushbikers      | gleiche Zeit |
| 07.  | Pieter Vanspeybrouck | Wanty-Groupe Gobert    | gleiche Zeit |
| 08.  | Romain Hardy         | Team Arkéa-Samsic      | gleiche Zeit |
| 09.  | Florian Gamper       | Tirol Cycling Team     | gleiche Zeit |
| 10.  | Tom Wirtgen          | Wallonie-Bruxelles     | gleiche Zeit |

| Rang | Fahrer / Nation       | Team                          | Zeit    |
| ---- | --------------------- | ----------------------------- | ------- |
| 01.  | Jannik Steimle        | Team Vorarlberg Santic        | 7:37:19 |
| 02.  | Tom Devriendt         | Wanty-Groupe Gobert           | +01     |
| 03.  | Emīls Liepiņš         | Wallonie-Bruxelles            | +04     |
| 04.  | Matthias Krizek       | Team Felbermayr Simplon Wels  | +05     |
| 05.  | Pieter Vanspeybrouck  | Wanty-Groupe Gobert           | +05     |
| 06.  | Jonas Koch            | CCC Team                      | +08     |
| 07.  | Tom Wirtgen           | Wallonie-Bruxelles            | +08     |
| 08.  | Tom Wirtgen           | Wallonie-Bruxelles            | +10     |
| 09.  | Sebastian Schönberger | Neri Sottoli Selle Italia KTM | +11     |
| 10.  | Patrick Gamper        | Tirol Cycling Team            | +12     |

### 3. Etappe (Kirchschlag in der Buckligen Welt – Frohnleiten)

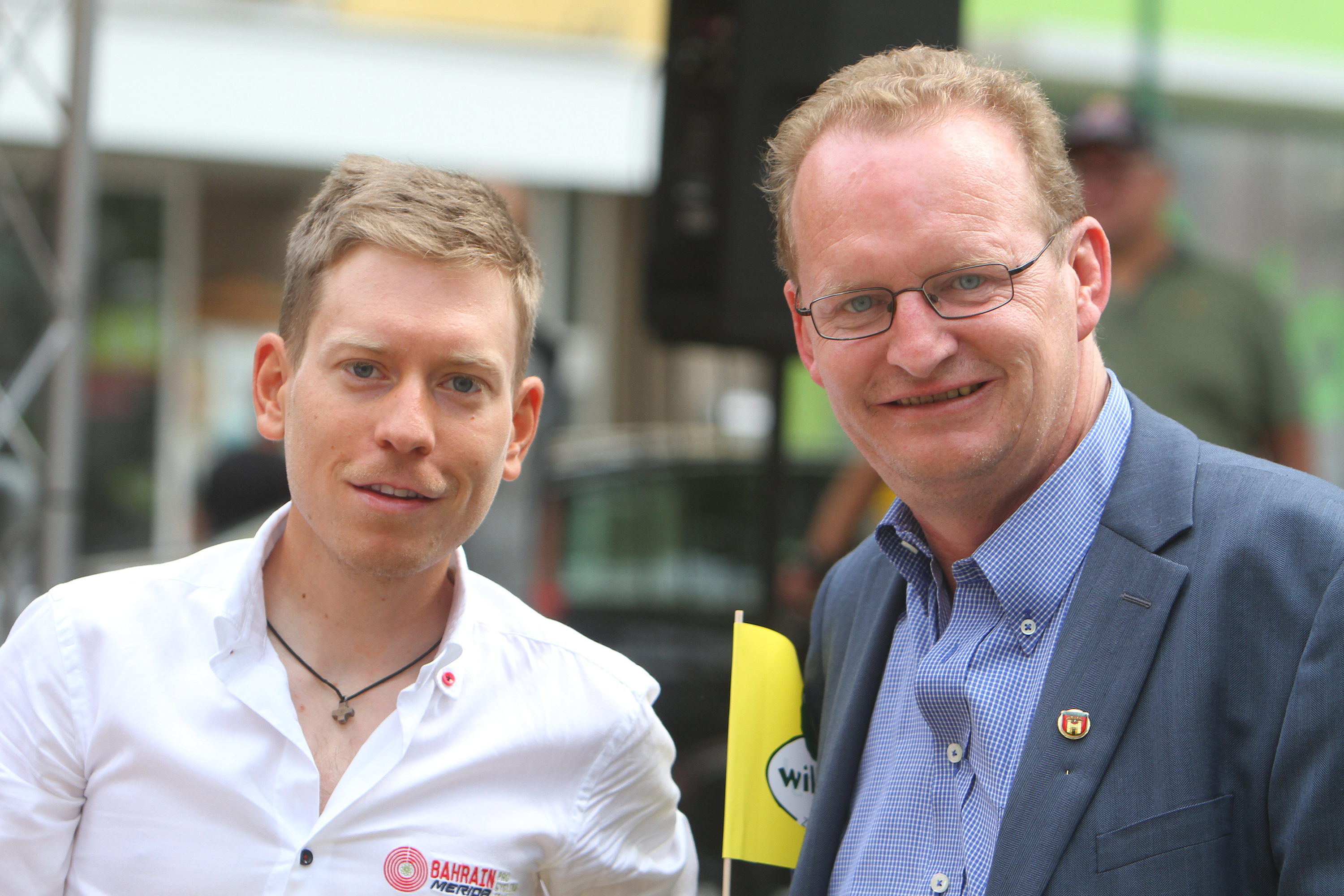
Der „Hausherr“ Hermann Pernsteiner (links) und Bürgermeister Josef Freiler nahmen in Kirchschlag in der Buckligen Welt den Start zur 3. Etappe vor.

| Rang | Fahrer / Nation     | Team                          | Zeit         |
| ---- | ------------------- | ----------------------------- | ------------ |
| 01.  | Giovanni Visconti   | Neri Sottoli Selle Italia KTM | 4:53:26      |
| 02.  | Collin Criss Stüssi | Team Vorarlberg Santic        | gleiche Zeit |
| 03.  | Jonas Koch          | CCC Team                      | gleiche Zeit |
| 04.  | Iwan Rowny          | Gazprom-RusVelo               | gleiche Zeit |
| 05.  | Georg Zimmermann    | Tirol Cycling Team            | gleiche Zeit |
| 06.  | Dimitri Peyskens    | Wallonie-Bruxelles            | gleiche Zeit |
| 07.  | Romain Combaud      | Delko Marseille Provence KTM  | gleiche Zeit |
| 08.  | Alexander Wlassow   | Gazprom-RusVelo               | gleiche Zeit |
| 09.  | Franck Bonnamour    | Team Arkéa-Samsic             | gleiche Zeit |
| 10.  | Alessandro Fedeli   | Delko Marseille Provence KTM  | gleiche Zeit |

| Rang | Fahrer / Nation         | Team                          | Zeit     |
| ---- | ----------------------- | ----------------------------- | -------- |
| 01.  | Jonas Koch              | CCC Team                      | 12:30:49 |
| 02.  | Alessandro Fedeli       | Delko Marseille Provence KTM  | +01      |
| 03.  | Giovanni Visconti       | Neri Sottoli Selle Italia KTM | +01      |
| 04.  | Sebastian Schönberger   | Neri Sottoli Selle Italia KTM | +07      |
| 05.  | Łukasz Owsian           | CCC Team                      | +08      |
| 06.  | Collin Criss Stüssi     | Team Vorarlberg Santic        | +08      |
| 07.  | Rubén Fernández Andújar | Movistar Team                 | +09      |
| 08.  | Tom-Jelte Slagter       | Team Dimension Data           | +09      |
| 09.  | Connor Swift            | Team Arkéa-Samsic             | +09      |
| 10.  | Eliot Lietaer           | Wallonie-Bruxelles            | +09      |

### 4. Etappe (Radstadt – Fuscher Törl)

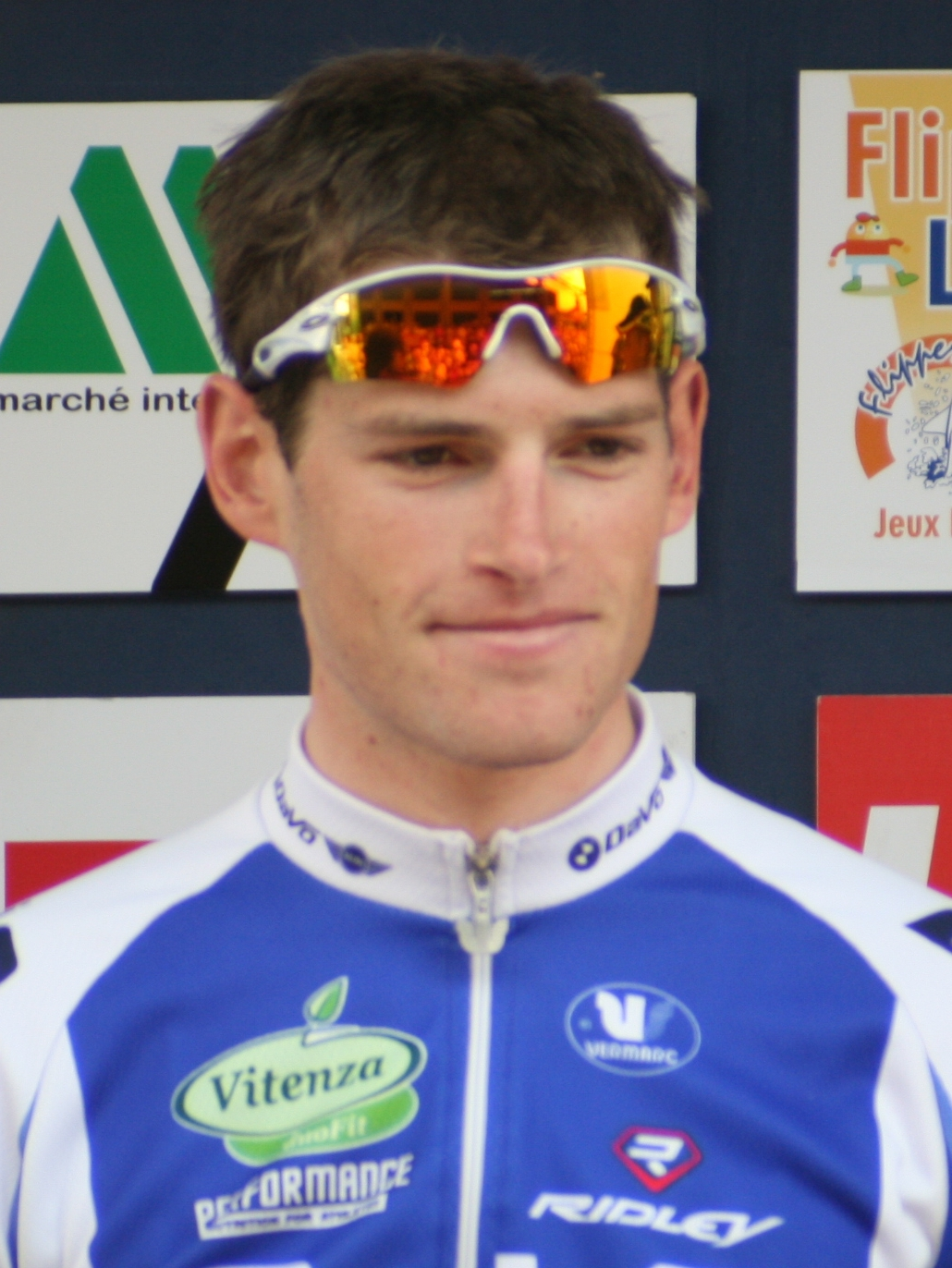
Sieger am Großglockner: Ben Hermans

| Rang | Fahrer / Nation        | Team                   | Zeit    |
| ---- | ---------------------- | ---------------------- | ------- |
| 01.  | Ben Hermans            | Israel Cycling Academy | 3:01:32 |
| 02.  | Ben O’Connor           | Team Dimension Data    | +06     |
| 03.  | Winner Anacona         | Movistar Team          | +09     |
| 04.  | Eduardo Sepúlveda      | Movistar Team          | +23     |
| 05.  | Stefan de Bod          | Team Dimension Data    | +38     |
| 06.  | Riccardo Zoidl         | CCC Team               | +1:02   |
| 07.  | Víctor de la Parte     | CCC Team               | +1:19   |
| 08.  | Amanuel Ghebreigzihier | Team Dimension Data    | +1:25   |
| 09.  | Alexander Wlassow      | Gazprom-RusVelo        | +1:25   |
| 10.  | José Manuel Díaz       | Team Vorarlberg Santic | +1:39   |

| Rang | Fahrer / Nation        | Team                   | Zeit     |
| ---- | ---------------------- | ---------------------- | -------- |
| 01.  | Ben Hermans            | Israel Cycling Academy | 15:32:23 |
| 02.  | Ben O’Connor           | Team Dimension Data    | +08      |
| 03.  | Winner Anacona         | Movistar Team          | +13      |
| 04.  | Eduardo Sepúlveda      | Movistar Team          | +34      |
| 05.  | Stefan de Bod          | Team Dimension Data    | +47      |
| 06.  | Riccardo Zoidl         | CCC Team               | +1:10    |
| 07.  | Víctor de la Parte     | CCC Team               | +1:33    |
| 08.  | Amanuel Ghebreigzihier | Team Dimension Data    | +1:35    |
| 09.  | Alexander Wlassow      | Gazprom-RusVelo        | +1:40    |
| 10.  | José Manuel Díaz       | Team Vorarlberg Santic | +1:56    |

### 5. Etappe (Bruck an der Glocknerstraße – Kitzbühel)

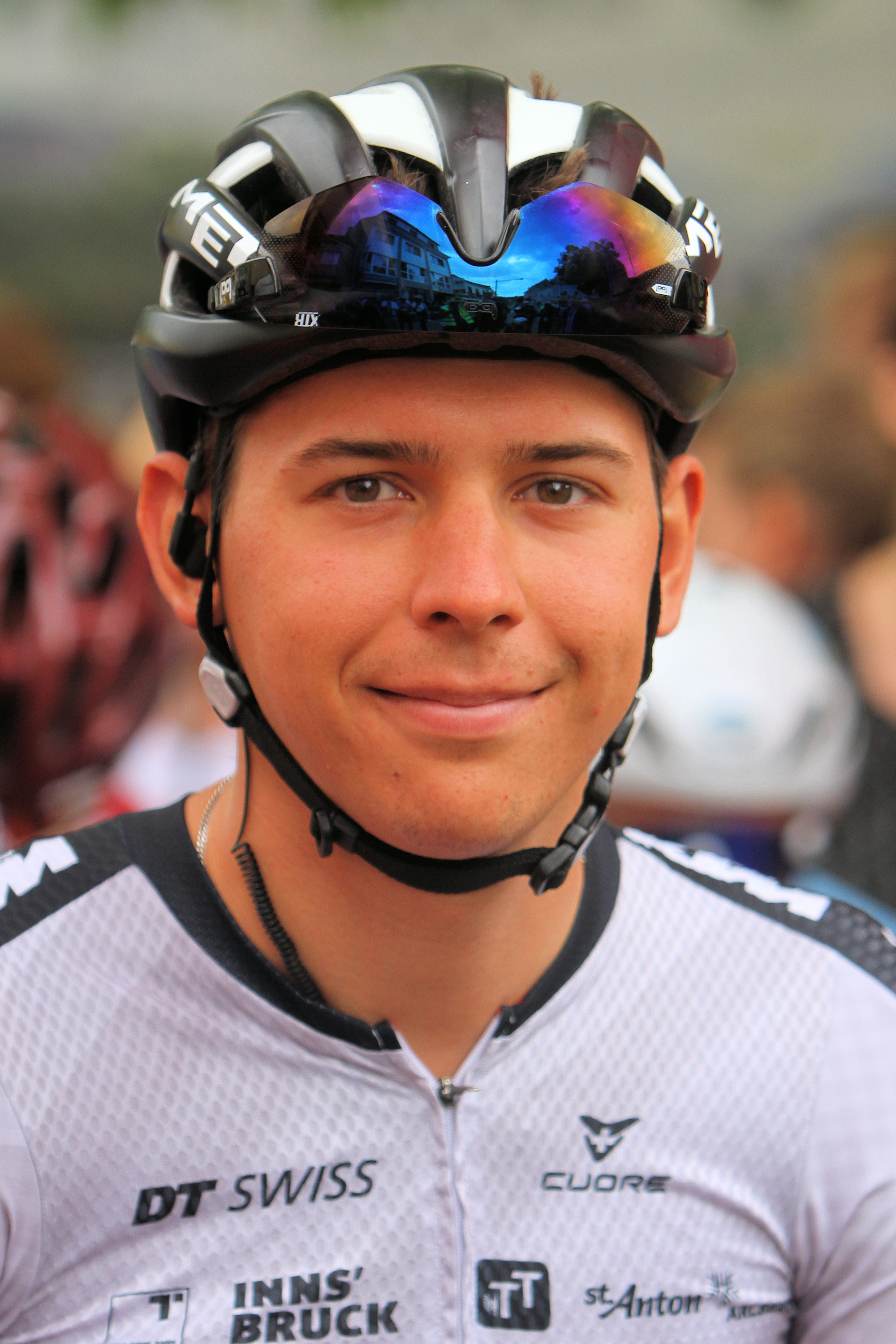
Der Tiroler Patrick Gamper holte in Kitzbühel den dritten Etappenplatz.

| Rang | Fahrer / Nation     | Team                          | Zeit         |
| ---- | ------------------- | ----------------------------- | ------------ |
| 01.  | Jannik Steimle      | Team Vorarlberg Santic        | 4:04:09      |
| 02.  | Jonas Koch          | CCC Team                      | gleiche Zeit |
| 03.  | Patrick Gamper      | Tirol Cycling Team            | gleiche Zeit |
| 04.  | August Jensen       | Israel Cycling Academy        | gleiche Zeit |
| 05.  | Dayer Quintana      | Neri Sottoli Selle Italia KTM | gleiche Zeit |
| 06.  | Laurent Pichon      | Team Arkéa-Samsic             | gleiche Zeit |
| 07.  | Matthias Krizek     | Team Felbermayr Simplon Wels  | gleiche Zeit |
| 08.  | Johannes Schinnagel | Maloja Pushbikers             | gleiche Zeit |
| 09.  | Collin Criss Stüssi | Team Vorarlberg Santic        | gleiche Zeit |
| 10.  | Eliot Lietaer       | Wallonie-Bruxelles            | gleiche Zeit |

| Rang | Fahrer / Nation        | Team                   | Zeit     |
| ---- | ---------------------- | ---------------------- | -------- |
| 01.  | Ben Hermans            | Israel Cycling Academy | 19:36:32 |
| 02.  | Ben O’Connor           | Team Dimension Data    | +08      |
| 03.  | Winner Anacona         | Movistar Team          | +13      |
| 04.  | Eduardo Sepúlveda      | Movistar Team          | +34      |
| 05.  | Stefan de Bod          | Team Dimension Data    | +47      |
| 06.  | Riccardo Zoidl         | CCC Team               | +1:10    |
| 07.  | Víctor de la Parte     | CCC Team               | +1:33    |
| 08.  | Amanuel Gebreigzabhier | Team Dimension Data    | +1:35    |
| 09.  | Alexander Wlassow      | Gazprom-RusVelo        | +1:40    |
| 10.  | José Manuel Díaz       | Team Vorarlberg Santic | +1:56    |

### 6. Etappe (Kitzbühel – Kitzbüheler Horn)

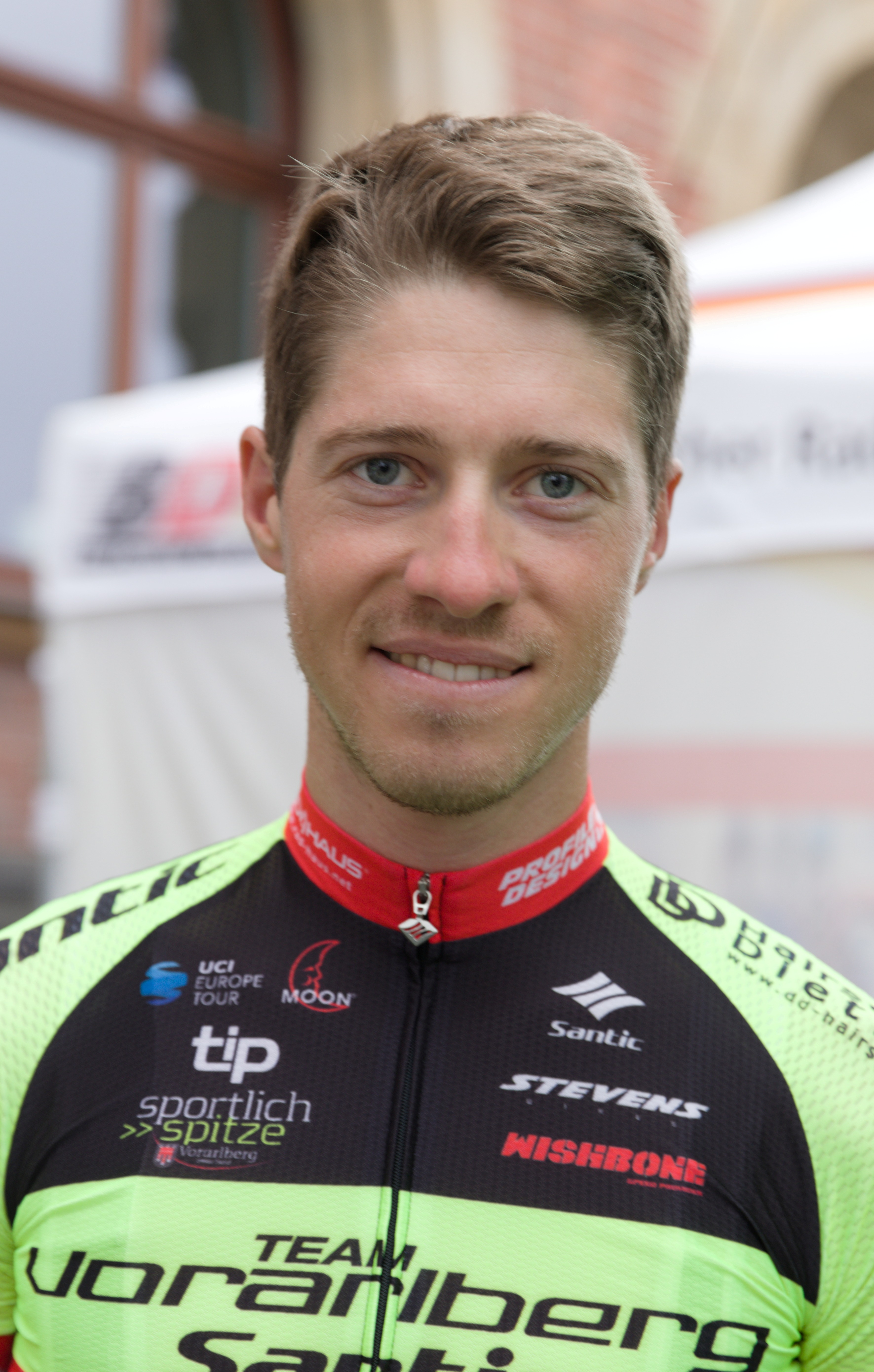
Der Schweizer Patrick Schelling wurde Zweiter am Kitzbüheler Horn.

| Rang | Fahrer / Nation        | Team                   | Zeit    |
| ---- | ---------------------- | ---------------------- | ------- |
| 01.  | Alexander Wlassow      | Gazprom-RusVelo        | 2:54:12 |
| 02.  | Patrick Schelling      | Team Vorarlberg Santic | +02     |
| 03.  | Amanuel Ghebreigzihier | Team Dimension Data    | +20     |
| 04.  | Eduardo Sepúlveda      | Movistar Team          | +24     |
| 05.  | Stefan de Bod          | Team Dimension Data    | +29     |
| 06.  | José Manuel Díaz       | Team Vorarlberg Santic | +38     |
| 07.  | Ben Hermans            | Israel Cycling Academy | +38     |
| 08.  | Riccardo Zoidl         | CCC Team               | +38     |
| 09.  | Víctor de la Parte     | CCC Team               | +53     |
| 10.  | Eliot Lietaer          | Wallonie-Bruxelles     | +59     |

| Rang | Fahrer / Nation        | Team                   | Zeit     |
| ---- | ---------------------- | ---------------------- | -------- |
| 01.  | Ben Hermans            | Israel Cycling Academy | 22:31:22 |
| 02.  | Eduardo Sepúlveda      | Movistar Team          | +20      |
| 03.  | Stefan de Bod          | Team Dimension Data    | +38      |
| 04.  | Winner Anacona         | Movistar Team          | +41      |
| 05.  | Alexander Wlassow      | Gazprom-RusVelo        | +52      |
| 06.  | Ben O’Connor           | Team Dimension Data    | +1:08    |
| 07.  | Riccardo Zoidl         | CCC Team               | +1:10    |
| 08.  | Amanuel Gebreigzabhier | Team Dimension Data    | +1:13    |
| 09.  | Patrick Schelling      | Team Vorarlberg Santic | +1:29    |
| 10.  | Víctor de la Parte     | CCC Team               | +1:48    |

## Gesamtwertungen

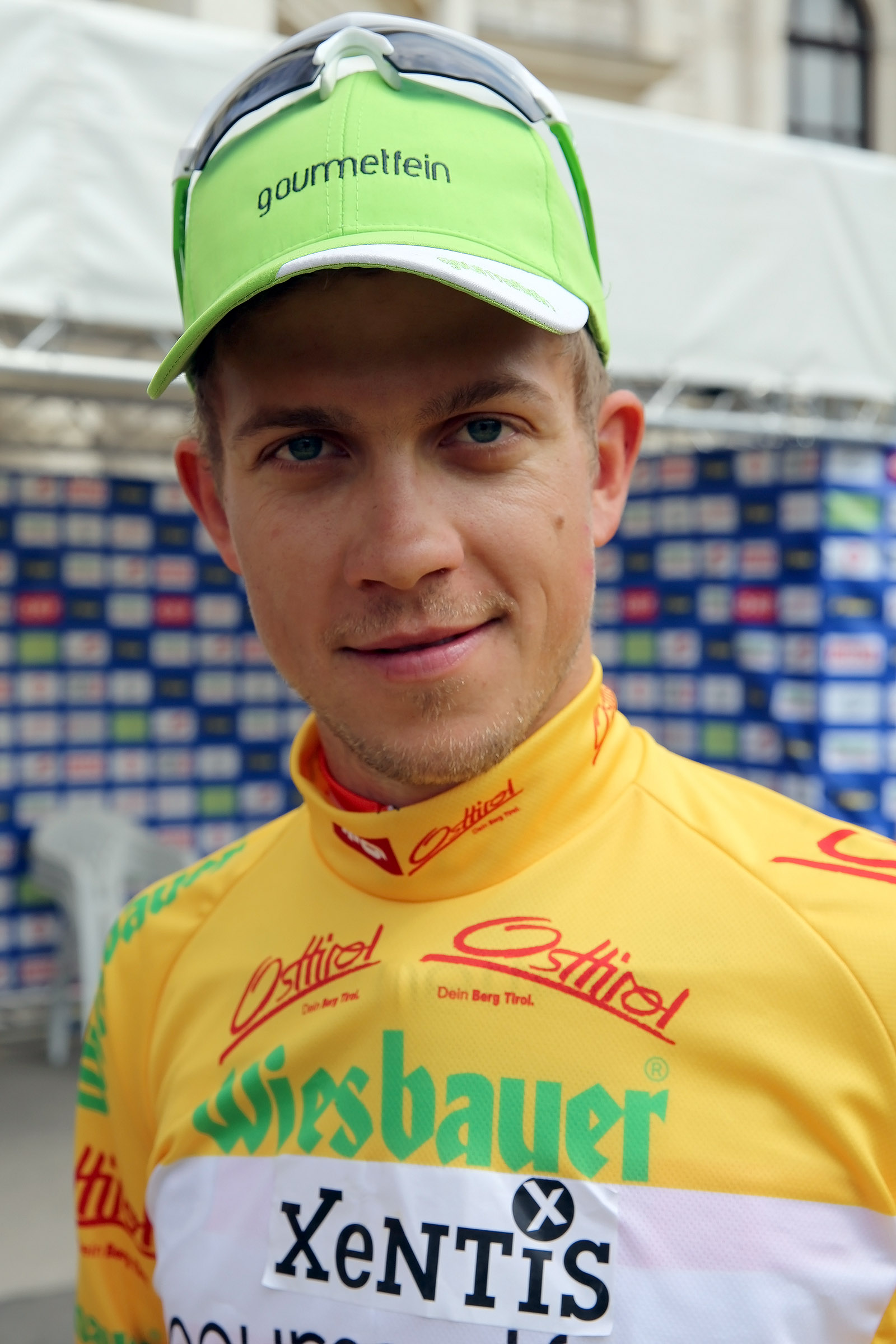
Riccardo Zoidl landete als bester Österreicher auf dem siebenten Gesamtrang.

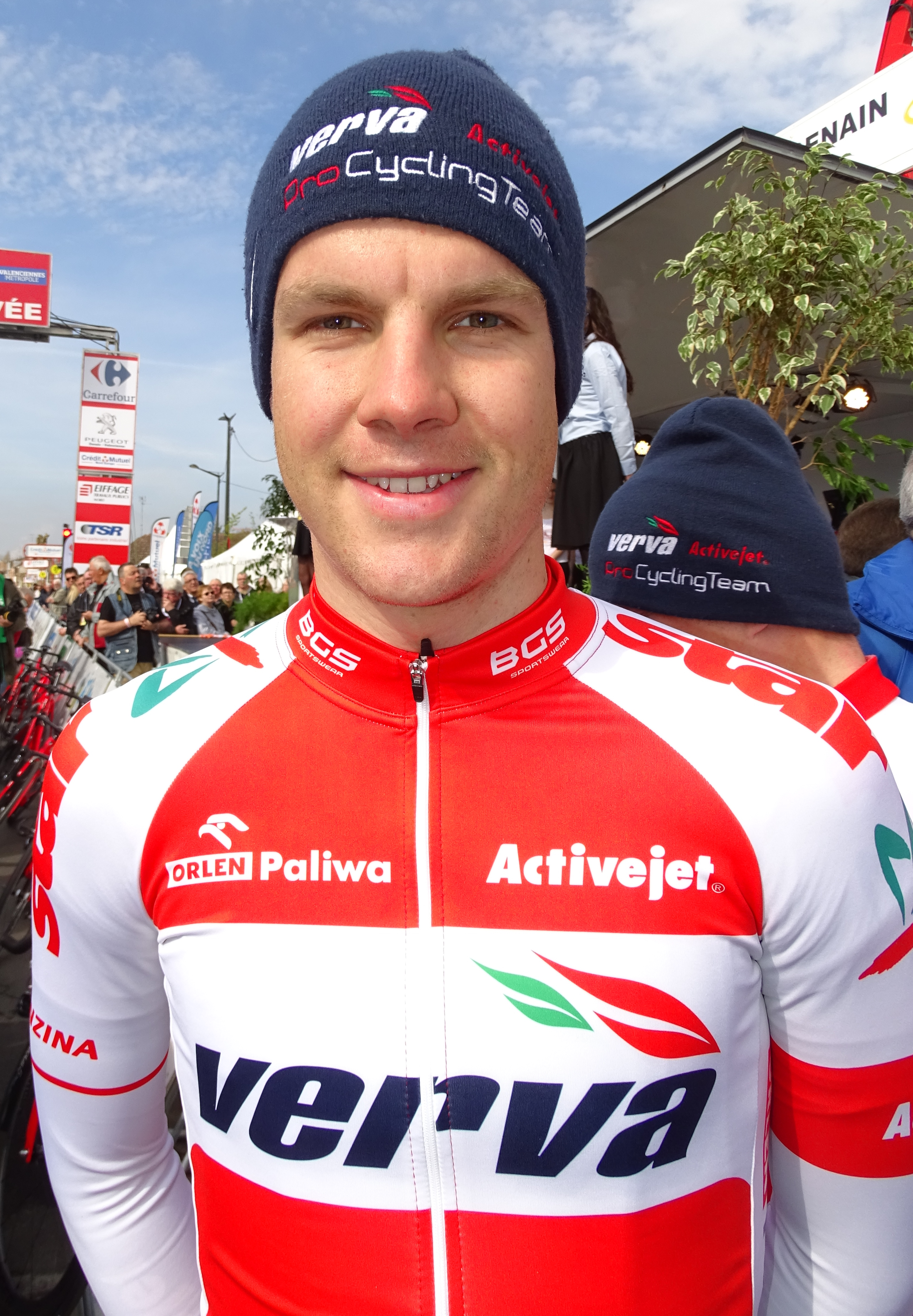
Der Deutsche Jonas Koch siegte in der Punktewertung

| Rang | Fahrer / Nation        | Team                   | Zeit     |
| ---- | ---------------------- | ---------------------- | -------- |
| 01.  | Ben Hermans            | Israel Cycling Academy | 22:31:22 |
| 02.  | Eduardo Sepúlveda      | Movistar Team          | +0:20    |
| 03.  | Stefan de Bod          | Team Dimension Data    | +0:38    |
| 04.  | Winner Anacona         | Movistar Team          | +0:41    |
| 05.  | Alexander Wlassow      | Gazprom-RusVelo        | +0:52    |
| 06.  | Ben O’Connor           | Team Dimension Data    | +1:08    |
| 07.  | Riccardo Zoidl         | CCC Team               | +1:10    |
| 08.  | Amanuel Gebreigzabhier | Team Dimension Data    | +1:13    |
| 09.  | Patrick Schelling      | Team Vorarlberg Santic | +1:29    |
| 10.  | Víctor de la Parte     | CCC Team               | +1:48    |

| Rang | Team                          | Kürzel | Land       | Zeit     |
| ---- | ----------------------------- | ------ | ---------- | -------- |
| 01.  | Team Dimension Data           | TDD    | Sudafrika  | 67:37:09 |
| 02.  | Team Vorarlberg Santic        | VBG    | Osterreich | +05:29   |
| 03.  | CCC Team                      | CCC    | Italien    | +06:24   |
| 04.  | Movistar Team                 | MOV    | Spanien    | +08:04   |
| 05.  | Gazprom-RusVelo               | GAZ    | Russland   | +14:31   |
| 06.  | Neri Sottoli Selle Italia KTM | NSK    | Italien    | +20:07   |
| 07.  | Wanty-Groupe Gobert           | WGG    | Belgien    | +20:57   |
| 08.  | Delko Marseille Provence KTM  | DMP    | Frankreich | +22:33   |
| 09.  | Team Arkéa-Samsic             | PCP    | Frankreich | +27:53   |
| 10.  | Wibatech Merx 7R              | WIB    | Polen      | +33:43   |

| Rang | Fahrer / Nation      | Team                         | Punkte |
| ---- | -------------------- | ---------------------------- | ------ |
| 01.  | Jonas Koch           | CCC Team                     | 42     |
| 02.  | Jannik Steimle       | Team Vorarlberg Santic       | 35     |
| 03.  | Alexander Wlassow    | Gazprom-RusVelo              | 22     |
| 04.  | Ben Hermans          | Israel Cycling Academy       | 20     |
| 05.  | August Jensen        | Israel Cycling Academy       | 19     |
| 06.  | Matthias Krizek      | Team Felbermayr Simplon Wels | 17     |
| 07.  | Georg Zimmermann     | Tirol Cycling Team           | 16     |
| 07.  | Eduardo Sepúlveda    | Movistar Team                | 16     |
| 09.  | Collin Criss Stüssi  | Team Vorarlberg Santic       | 15     |
| 09.  | Pieter Vanspeybrouck | Wanty-Groupe Gobert          | 15     |

| Rang | Fahrer / Nation       | Team                          | Punkte |
| ---- | --------------------- | ----------------------------- | ------ |
| 01.  | Georg Zimmermann      | Tirol Cycling Team            | 45     |
| 02.  | Ben Hermans           | Israel Cycling Academy        | 24     |
| 02.  | Thibault Guernalec    | Team Arkéa-Samsic             | 24     |
| 04.  | Scott Davies          | Team Dimension Data           | 16     |
| 05.  | Alexander Wlassow     | Gazprom-RusVelo               | 15     |
| 05.  | Mario Gamper          | Tirol Cycling Team            | 15     |
| 05.  | Sebastian Schönberger | Neri Sottoli Selle Italia KTM | 15     |
| 08.  | Eduardo Sepúlveda     | Movistar Team                 | 12     |
| 08.  | Ben O’Connor          | Team Dimension Data           | 12     |
| 10.  | Brice Feillu          | Team Arkéa-Samsic             | 11     |

| Rang | Fahrer / Nation    | Team               | Zeit     |
| ---- | ------------------ | ------------------ | -------- |
| 01.  | Wadim Pronski      | Vino-Astana Motors | 22:46:56 |
| 02.  | Omar El Gouzi      | Tirol Cycling Team | +01:21   |
| 03.  | Georg Zimmermann   | Tirol Cycling Team | +14:47   |
| 04.  | Patrick Gamper     | Tirol Cycling Team | +24:27   |
| 05.  | Thibault Guernalec | Team Arkéa-Samsic  | +28:03   |

| Rang | Fahrer / Nation       | Team                          | Zeit     |
| ---- | --------------------- | ----------------------------- | -------- |
| 01.  | Riccardo Zoidl        | CCC Team                      | 22:32:32 |
| 02.  | Daniel Geismayr       | Team Vorarlberg Santic        | +04:56   |
| 03.  | Sebastian Schönberger | Neri Sottoli Selle Italia KTM | +13:08   |
| 04.  | Hans-Jörg Leopold     | Maloja Pushbikers             | +13:44   |
| 05.  | Stephan Rabitsch      | Team Felbermayr Simplon Wels  | +13:47   |